# Liste der olympischen Medaillengewinner von den Bahamas
Die Bahamas Olympic Association wurde 1952 vom Internationalen Olympischen Komitee aufgenommen.

## Medaillenbilanz
Bislang haben 22 bahamaische Sportler 16 olympische Medaillen gewonnen (8 Gold, 2 Silber, 6 Bronze), alle bei den Sommerspielen. Zwei dieser Medaillen wurden 1956 und 1964 im Segeln an bahamaische Sportler vergeben; die restlichen wurden seit 1992 ausschließlich in der Leichtathletik errungen.
| Bahamas bei den Olympischen Sommerspielen                                       | Bahamas bei den Olympischen Sommerspielen | Bahamas bei den Olympischen Sommerspielen | Bahamas bei den Olympischen Sommerspielen | Bahamas bei den Olympischen Sommerspielen | Bahamas bei den Olympischen Sommerspielen |      | Bahamas bei den Olympischen Winterspielen | Bahamas bei den Olympischen Winterspielen | Bahamas bei den Olympischen Winterspielen | Bahamas bei den Olympischen Winterspielen | Bahamas bei den Olympischen Winterspielen | Bahamas bei den Olympischen Winterspielen |
| Jahr                                                                            | Gold                                      | Silber                                    | Bronze                                    | Gesamt                                    | Rang                                      | Jahr | Gold                                      | Silber                                    | Bronze                                    | Gesamt                                    | Rang                                      |                                           |
| 1952                                                                            | 0                                         | 0                                         | 0                                         | 0                                         |                                           |      | 1952                                      | –                                         | –                                         | –                                         | –                                         | –                                         |
| 1956                                                                            | 0                                         | 0                                         | 1                                         | 1                                         | 35                                        |      | 1956                                      | –                                         | –                                         | –                                         | –                                         | –                                         |
| 1960                                                                            | 0                                         | 0                                         | 0                                         | 0                                         |                                           |      | 1960                                      | –                                         | –                                         | –                                         | –                                         | –                                         |
| 1964                                                                            | 1                                         | 0                                         | 0                                         | 1                                         | 24                                        |      | 1964                                      | –                                         | –                                         | –                                         | –                                         | –                                         |
| 1968                                                                            | 0                                         | 0                                         | 0                                         | 0                                         |                                           |      | 1968                                      | –                                         | –                                         | –                                         | –                                         | –                                         |
| 1972                                                                            | 0                                         | 0                                         | 0                                         | 0                                         |                                           |      | 1972                                      | –                                         | –                                         | –                                         | –                                         | –                                         |
| 1976                                                                            | 0                                         | 0                                         | 0                                         | 0                                         |                                           |      | 1976                                      | –                                         | –                                         | –                                         | –                                         | –                                         |
| 1980                                                                            | –                                         | –                                         | –                                         | –                                         | –                                         |      | 1980                                      | –                                         | –                                         | –                                         | –                                         | –                                         |
| 1984                                                                            | 0                                         | 0                                         | 0                                         | 0                                         |                                           |      | 1984                                      | –                                         | –                                         | –                                         | –                                         | –                                         |
| 1988                                                                            | 0                                         | 0                                         | 0                                         | 0                                         |                                           |      | 1988                                      | –                                         | –                                         | –                                         | –                                         | –                                         |
| 1992                                                                            | 0                                         | 0                                         | 1                                         | 1                                         | 54                                        |      | 1992                                      | –                                         | –                                         | –                                         | –                                         | –                                         |
| 1996                                                                            | 0                                         | 1                                         | 0                                         | 1                                         | 61                                        |      | 1994                                      | –                                         | –                                         | –                                         | –                                         | –                                         |
| 2000                                                                            | 2                                         | 0                                         | 1                                         | 3                                         | 34                                        |      | 1998                                      | –                                         | –                                         | –                                         | –                                         | –                                         |
| 2004                                                                            | 1                                         | 0                                         | 1                                         | 2                                         | 52                                        |      | 2002                                      | –                                         | –                                         | –                                         | –                                         | –                                         |
| 2008                                                                            | 0                                         | 1                                         | 1                                         | 2                                         | 65                                        |      | 2006                                      | –                                         | –                                         | –                                         | –                                         | –                                         |
| 2012                                                                            | 1                                         | 0                                         | 0                                         | 1                                         | 50                                        |      | 2010                                      | –                                         | –                                         | –                                         | –                                         | –                                         |
| 2016                                                                            | 1                                         | 0                                         | 1                                         | 2                                         | 51                                        |      | 2014                                      | –                                         | –                                         | –                                         | –                                         | –                                         |
| 2020                                                                            | 2                                         | 0                                         | 0                                         | 2                                         | 42                                        |      | 2018                                      | –                                         | –                                         | –                                         | –                                         | –                                         |
| 2024                                                                            | 0                                         | 0                                         | 0                                         | 0                                         |                                           |      | 2022                                      | –                                         | –                                         | –                                         | –                                         | –                                         |
| Gesamt                                                                          | 8                                         | 2                                         | 6                                         | 16                                        |                                           |      | Gesamt                                    | 0                                         | 0                                         | 0                                         | 0                                         |                                           |
| \| \| Gold \| Silber \| Bronze \| Gesamt \| \| Ges. S+W \| 8 \| 2 \| 6 \| 16 \| |                                           |                                           |                                           |                                           |                                           |      |                                           |                                           |                                           |                                           |                                           |                                           |
|                                                                                 | Gold                                      | Silber                                    | Bronze                                    | Gesamt                                    |                                           |      |                                           |                                           |                                           |                                           |                                           |                                           |
| Ges. S+W                                                                        | 8                                         | 2                                         | 6                                         | 16                                        |                                           |      |                                           |                                           |                                           |                                           |                                           |                                           |

## Medaillengewinner
| Name                     | Sportart       | Jahr                | Disziplin                 | Gold | Silber | Bronze | Gesamt |
| ------------------------ | -------------- | ------------------- | ------------------------- | ---- | ------ | ------ | ------ |
| Andretti Bain            | Leichtathletik | 2008 Peking         | 4 × 400-m-Staffel, Männer | –    | 1      | –      | 1      |
| Chris Brown              | Leichtathletik | 2000 Sydney         | 4 × 400-m-Staffel, Männer | –    | –      | 1      | 4      |
| Chris Brown              | Leichtathletik | 2008 Peking         | 4 × 400-m-Staffel, Männer | –    | 1      | –      | 4      |
| Chris Brown              | Leichtathletik | 2012 London         | 4 × 400-m-Staffel, Männer | 1    | –      | –      | 4      |
| Chris Brown              | Leichtathletik | 2016 Rio de Janeiro | 4 × 400-m-Staffel, Männer | –    | –      | 1      | 4      |
| Eldece Clarke-Lewis      | Leichtathletik | 1996 Atlanta        | 4 × 100-m-Staffel, Frauen | –    | 1      | –      | 1      |
| Cecil Cooke              | Segeln         | 1964 Tokio          | Star-Klasse, Männer       | 1    | –      | –      | 1      |
| Pauline Davis-Thompson   | Leichtathletik | 1996 Atlanta        | 4 × 100-m-Staffel, Frauen | –    | 1      | –      | 2      |
| Pauline Davis-Thompson   | Leichtathletik | 2000 Sydney         | 4 × 100-m-Staffel, Frauen | 1    | –      | –      | 2      |
| Sloane Farrington        | Segeln         | 1956 Melbourne      | Star-Klasse, Männer       | –    | –      | 1      | 1      |
| Debbie Ferguson-McKenzie | Leichtathletik | 2000 Sydney         | 4 × 100-m-Staffel, Frauen | 1    | –      | –      | 2      |
| Debbie Ferguson-McKenzie | Leichtathletik | 2004 Athen          | 200 m, Frauen             | –    | –      | 1      | 2      |
| Savatheda Fynes          | Leichtathletik | 1996 Atlanta        | 4 × 100-m-Staffel, Frauen | –    | 1      | –      | 2      |
| Savatheda Fynes          | Leichtathletik | 2000 Sydney         | 4 × 100-m-Staffel, Frauen | 1    | –      | –      | 2      |
| Steven Gardiner          | Leichtathletik | 2016 Rio de Janeiro | 4 × 400-m-Staffel, Männer | –    | –      | 1      | 2      |
| Steven Gardiner          | Leichtathletik | 2020 Tokio          | 400 m, Männer             | 1    | –      | –      | 2      |
| Durward Knowles          | Segeln         | 1956 Melbourne      | Star-Klasse, Männer       | –    | –      | 1      | 2      |
| Durward Knowles          | Segeln         | 1964 Tokio          | Star-Klasse, Männer       | 1    | –      | –      | 2      |
| Michael Mathieu          | Leichtathletik | 2008 Peking         | 4 × 400-m-Staffel, Männer | –    | 1      | –      | 3      |
| Michael Mathieu          | Leichtathletik | 2012 London         | 4 × 400-m-Staffel, Männer | 1    | –      | –      | 3      |
| Michael Mathieu          | Leichtathletik | 2016 Rio de Janeiro | 4 × 400-m-Staffel, Männer | –    | –      | 1      | 3      |
| Troy McIntosh            | Leichtathletik | 2000 Sydney         | 4 × 400-m-Staffel, Männer | –    | –      | 1      | 1      |
| Ramon Miller             | Leichtathletik | 2012 London         | 4 × 400-m-Staffel, Männer | 1    | –      | –      | 1      |
| Shaunae Miller           | Leichtathletik | 2016 Rio de Janeiro | 400 m, Frauen             | 1    | –      | –      | 2      |
| Shaunae Miller           | Leichtathletik | 2020 Tokio          | 400 m, Frauen             | 1    | –      | –      | 2      |
| Avard Moncur             | Leichtathletik | 2000 Sydney         | 4 × 400-m-Staffel, Männer | –    | –      | 1      | 1      |
| Carl Oliver              | Leichtathletik | 2000 Sydney         | 4 × 400-m-Staffel, Männer | –    | –      | 1      | 1      |
| Demetrius Pinder         | Leichtathletik | 2012 London         | 4 × 400-m-Staffel, Männer | 1    | –      | –      | 1      |
| Alonzo Russell           | Leichtathletik | 2016 Rio de Janeiro | 4 × 400-m-Staffel, Männer | –    | –      | 1      | 1      |
| Frank Rutherford         | Leichtathletik | 1992 Barcelona      | Dreisprung, Männer        | –    | –      | 1      | 1      |
| Leevan Sands             | Leichtathletik | 2008 Peking         | Dreisprung, Männer        | –    | 1      | –      | 1      |
| Chandra Sturrup          | Leichtathletik | 1996 Atlanta        | 4 × 100-m-Staffel, Frauen | –    | 1      | –      | 2      |
| Chandra Sturrup          | Leichtathletik | 2000 Sydney         | 4 × 100-m-Staffel, Frauen | 1    | –      | –      | 2      |
| Andrae Williams          | Leichtathletik | 2008 Peking         | 4 × 400-m-Staffel, Männer | –    | 1      | –      | 1      |